# Asylum ignorantiae
Der lateinische Ausdruck asylum ignorantiae (wörtlich so viel wie „Zufluchtsort der Unwissenheit“) bezeichnet in der Philosophie einen Begriff, der nicht das Wesen eines zu beurteilenden Objektes ausdrückt, aber doch verwendet wird, weil man eine tiefere Untersuchung des strittigen Objektes nicht leisten kann oder will. Allgemein wird er auch scherzhaft oder abwertend für einen Bereich der freiwilligen Irrationalität verwendet.